# Мередов, Байрамдурды
Байрамдурды Мередов (туркм. Baýramdurdy Meredow; 27 марта 1979) — туркменский футболист, защитник. Выступал за сборную Туркменистана.

## Биография
На родине выступал за клубы «Ниса» (Ашхабад), «Джейхун»/«Каракум» (Туркменабад), «Небитчи» (Балканабад), «Мерв» (Мары), «МТТУ» (Ашхабад). Чемпион Туркменистана 2004 года в составе «Небитчи» и 2009 года в составе МТТУ, неоднократный серебряный (2003, 2007, 2008) и бронзовый (2000, 2002) призёр чемпионата страны, обладатель (2002, 2003, 2004) и финалист (2008) Кубка Туркменистана. В финальном матче Кубка Туркменистана 2008 года, играя за МТТУ, забил единственный гол своей команды в ворота «Мерва» (1:2). Участвовал в матчах азиатских кубковых турниров, в том числе сыграл один матч за «Небитчи» в Кубке АФК 2005 года.
В 2005 году выступал за клуб чемпионата Казахстана «Восток» (Усть-Каменогорск), провёл 14 матчей в чемпионате и две игры в Кубке Казахстана. Дебютный матч сыграл 9 апреля 2005 года против «Экибастузца».
В национальной сборной Туркменистана дебютировал 19 октября 2003 года в матче отборочного турнира Кубка Азии против ОАЭ, заменив на 90-й минуте Дидара Уразова. В 2004 году был в составе сборной на финальном турнире Кубка Азии, но ни разу не вышел на поле. Выступал за сборную в 2003—2005 годах и затем после перерыва в 2009—2010 годах. Всего провёл 11 официальных матчей и 1 неофициальный. Финалист Кубка вызова АФК 2010 года (провёл три матча, в финале не играл). Также играл за олимпийскую сборную страны.